# Pierre Tanant
Pierre Tanant est né le 7 juillet 1909 à Saint-Dié en Lorraine et décédé le 31 août 1988 à Grenoble. Militaire de carrière, il est connu en tant qu'auteur d’un ouvrage qui a fait référence sur le maquis du Vercors, et pour sa contribution au devoir de mémoire notamment en tant que délégué général du Souvenir Français.

## Biographie

### L’éducation et les premières affectations
Fils du général Albert Tanant, il est éduqué dans l’amour de la patrie, le culte de l’honneur et du sens du devoir : « [Après la grande guerre de 14-18] mon père [tenait] à nous faire connaître les champs de bataille. … Verdun dont le nom résonnera indéfiniment dans mon cœur, car il est synonyme de la résistance coûte que coûte, de la défense sans esprit de recul, de la lutte acharnée, de l’abnégation la plus totale, du courage absolu, dans le froid, dans la boue, au milieu des éclatements d’obus ou de la mitraille, avec tellement peu de chances d’en réchapper, symbole du Devoir avec toutes ses exigences. Il fallait vraiment que la Patrie soit quelque chose d’extraordinaire pour que l’on accepte, avec une telle simplicité, de mourir pour elle. »
Il entre à l'école spéciale militaire de Saint-Cyr en 1927 et est affecté à la sortie comme lieutenant au 153e régiment de Tirailleurs algériens alors basé au Maroc. Il y est « frappé par la noblesse et le sens de l’honneur des tribus marocaines ».
Il occupe ensuite différents postes en France, avant d’être nommé en 1938 capitaine au 13e Bataillon de Chasseurs Alpins (BCA). Son bataillon est amené à participer en 1940 à la campagne de Norvège, puis aux combats de la Somme au cours desquels il est blessé. À la suite de l’armistice du 22 juin 1940, il est affecté dans l’armée d’armistice au 6e Bataillon de Chasseurs Alpins, basé à Grenoble.

### La résistance dans le Vercors
L’ordre de démobilisation du bataillon étant donné par Vichy lors de l’occupation de la zone libre fin novembre 1942, il participe, en tant qu'adjoint du chef de bataillon Albert de Seguin de Reyniès, à la dissimulation de matériels, d’équipements et drapeaux pour en empêcher la prise par les Allemands, puis dès 1943 à la reconstruction du bataillon dans le Vercors où se sont installés début 1943 les premiers maquis après la création du Service du travail obligatoire. Il est chargé du maintien des relations avec les différents maquis (il est notamment le dernier à avoir vu les maquisards installés à Malleval, massacrés par les Allemands fin janvier 1944) avant d’être nommé chef d’état-major par le chef militaire du Vercors, le lieutenant-colonel Huet.
Sa participation au maquis du Vercors est une épreuve fondatrice. « Le maquis du Vercors est pour lui un geste d'enthousiasme, un acte de foi et un acte d'espérance. Ce sacrifice pour l’honneur de la France restera toujours dans son esprit une marque inestimable de hauteur morale. »
Il est le premier à avoir essayé de dépeindre ce sentiment d’honneur et à avoir décrit les combats menés sur le Vercors dans un ouvrage qui a fait référence « Vercors Haut lieu de France », publié dès 1947.
Cet ouvrage n’est pas un témoignage complet sur le maquis du Vercors étant donné qu’il s’intéresse essentiellement aux combats militaires ayant eu lieu en juin-juillet 1944, mais il est un témoignage précieux sur l’organisation militaire mise en place et les faits d’armes ayant eu lieu et, surtout un hommage portant très haut le sens de l’honneur et le devoir moral. C’est ce que l'auteur énonce dans son avant-propos de l’édition de 1983 : « Ce n’est pas un livre d’histoire que j’ai la prétention de présenter au lecteur. Les évènements qui se sont déroulés … sont encore trop récents pour qu’il soit possible de les rapporter avec une objectivité exempte de passion… En rédigeant ces lignes, j’ai surtout songé aux morts, à ceux qui ont signé de leur sang l’une des pages les plus belles de l’histoire de France. Leur sacrifice, librement consenti, et le plus souvent réalisé dans l’ombre, mérite d’être exalté. On ne dira jamais assez tout ce qu’ils ont souffert pour redonner à leur patrie le rang qu’elle n’aurait jamais du perdre. »
Cet ouvrage, couronné du prix Montyon par l’Académie française en 1948, a été republié depuis plus de 10 fois. Il a participé, dans l'histoire de la Résistance française, à faire du maquis du Vercors un des symboles du courage et de l'esprit de sacrifice : «  [...] il est quelque chose de plus important que de savoir si le Vercors est justiciable sur le plan stratégique, c’est de savoir s’il l’est sur le plan moral. Et là, j’affirme que cela ne fait pas le moindre doute ».

### L’Autriche, l’Algérie et la démission de l’Armée
Après la fin de la guerre, il est affecté en Autriche en tant que commandant du 6e BCA chargé de l'occupation de la région de Bludenz. Puis il est appelé en Algérie en tant que commandant du 1er bataillon du 121e régiment d’infanterie, constitué de rappelés, avant d’être muté à l’état major puis, en 1962, au Service de l’Action Sociale des forces armées comme directeur régional à Oran. Il y est victime d’un attentat en juin 1957. 
Il est très marqué notamment par la situation des populations autochtones, déchirées entre le désir de rester françaises et celui de devenir indépendantes, et par celle de l’armée devant appliquer des décisions politiques qui lui échappent. Il a essayé de décrire son propre sentiment et, de nouveau, la hauteur morale des militaires, dans un deuxième ouvrage Algérie, quatre ans d’une vie : « La parole qui, trop souvent, n’est qu’un mot pour l’homme de haute politique, devient un fait terrible pour l’homme d’armes : ce que l’un dit légèrement avec perfidie, l’autre l’écrit sur la poussière avec son sang. »
Les accords sur l’indépendance de l'Algérie l’amènent à considérer que l’armée a été trahie et à quitter l’armée avec le grade de colonel.

### Sa contribution au souvenir
Il s’est attaché sur le restant de sa vie à faire vivre l'honneur de l'armée et le souvenir de ceux tombés pour la France.
C‘est lui qui dès 1946, en lien avec l’association des Pionniers du Vercors, a œuvré pour la création des cimetières de Saint-Nizier-du-Moucherotte et de Vassieux-en Vercors et pris en charge l’organisation des premières cérémonies de commémoration du maquis.
Il a continué son œuvre au service du souvenir en tant que délégué général du Souvenir français de l’Isère qu’il a présidé de 1977 à 1987. C’est notamment à lui que l'on doit la création de plusieurs des monuments érigés sur le plateau du Vercors et à Grenoble.
« Le colonel Pierre Tanant ... n'a cessé d’œuvrer en faveur du devoir de mémoire concernant la Résistance et le Vercors. Délégué départemental du souvenir français, il a multiplié les manifestations, les réunions et les commémorations"
Il a été marié à Thérèse Santos-Cottin, elle-même fille de militaire, le couple ayant eu 6 enfants. Il était très croyant, et était passionné par la vie et les écrits du père Charles de Foucauld. Il était titulaire de la Croix de Guerre, commandeur de la légion d’honneur et membre de l’académie delphinale.
Une rue de Grenoble porte son nom.

## Distinctions
- Commandeur de la Légion d'honneur
- Croix de guerre 1939–1945
- Médaille de la Résistance française (31 mars 1947)[13]

## Sources
- Pierre Tanant, Mémoire  (inachevé)
- Geoffrey Delcroix, Pierre Tanant La fidélité et l'espérance, travail de recherche IEP Grenoble sous direction de M. Roland Lewin, 1998
- Gilles Vergnon, Le Vercors, histoire et mémoire d'un maquis, éditions de l'Atelier, 2002
- Claude Muller, Les Sentiers de la liberté : les témoignages de nombreux résistants et déportés, éd. De Borée, 2003  (ISBN 2844941958)
- Jean-Yves Boursier, Résistance et Résistant, L'Harmattan, 1997, p. 258-259  (ISBN 2296349862)
- Philippe Barrière, Histoire et mémoires de la Seconde Guerre mondiale : Grenoble en ses après-guerre, 1944-1964, éd. Presses universitaires de Grenoble, 2004  (ISBN 2706111275)
- Colonel Richard Marillier, Vercors 1943-1944, le malentendu permanent, Éditions de l'Armançon